# Гасанханов, Шамиль Зайпулаевич
Шами́ль Зайпула́евич Гасанха́нов (род. 2 декабря 1987, Махачкала) — российский самбист, чемпион России и мира по боевому самбо, чемпион России по рукопашному бою, обладатель Кубка мира по боевому самбо, мастер спорта России по комплексному единоборству и рукопашному бою, Заслуженный мастер спорта России (2014).

## Биография
Воспитанник ГБУДО СОДЮСШСЕ имени С. Р. Ахмерова. Один из его наставников — Заслуженный тренер России Ерлан Сержанов. Гасанханов является победителем многих ведомственных и всероссийских чемпионатов и турниров по рукопашному бою и боевому самбо.

## Спортивные результаты[1]
- Чемпионат России по рукопашному бою 2007 года — ;
- Чемпионат внутренних войск МВД России по боевому самбо 2010 года — ;
- Чемпионат внутренних войск МВД России по боевому самбо 2011 года — ;
- Чемпионат Центрального клуба «Динамо» по рукопашному бою 2011 года — ;
- Чемпионат России по боевому самбо 2011 года — ;
- Чемпионат внутренних войск МВД России по боевому самбо 2012 года — ;
- Чемпионат России по боевому самбо 2013 года — ;